# Johan von Strokirch (advokatfiskal)
Johan von Strokirch, född 15 mars 1741, död 3 november 1799, var en svensk vice landshövding.

## Bana
von Strokirch blev auskultant i Göta hovrätt 18 januari 1758, extraordinarie notarie vid okänd tidpunkt, notarie 24 augusti 1762, protonotarie 18 augusti 1769 och adjungerad ledamot 23 april 1770. Han blev advokatfiskal 18 januari 1773.
von Strokirch var vice landshövding i Skaraborgs län 1791, 1792 och 1793 samt i Jönköpings län från 10 juni till 1 september 1799.

## Utmärkelser
von Strokirch erhöll  namn, heder och värdighet av assessor 19 januari 1780 och av lagman 17 januari 1788.
Den 14 juni 1799 blev han riddare av Nordstjerneorden.

## Familj
Johan von Strokirch var son till hovrättsrådet i Göta hovrätt Johan von Strokirch (hovrättsråd) och Anna Catharina Silfverstedt, dotter till hovrättsrådet i Svea hovrätt Bengt Silfverstedt.
Han gifte sig första gången 1762 med Beata Dorothea Mobeck, död 1786, dotter till vice advokatfiskalen i Göta hovrätt Magnus Gustav Mobeck och Anna Elisabeth Lindencrona och andra gången 1786 med stallmästaren Gustav Silfversparres änka Christina Gertrud Hedencranz, dotter till överdirektören Christpher Hedercranz och Gertrud Antoinette von Knorring. Hon gifte sig tredje gången med vicepresidenten i Svea hovrätt Johan Ludvig von Ehrenheim.